# Lachnaea leipoldtii
Lachnaea leipoldtii är en tibastväxtart som beskrevs av Beyers. Lachnaea leipoldtii ingår i släktet Lachnaea och familjen tibastväxter. Inga underarter finns listade i Catalogue of Life.